# Contea di Kalkaska
La contea di Kalkaska, in inglese Kalkaska County, è una contea dello Stato del Michigan, negli Stati Uniti. La popolazione al censimento del 2000 era di 16 571 abitanti. Il capoluogo di contea è Kalkaska.